# Rizz
Rizz är ett ord som kommer från det engelska ordet för karisma, som har beskrivits som att ha stil, charm eller attraktionskraft.
Ordet har blivit populärt  på sociala medier och bland yngre generationer. Frasen gjordes populär utanför det afroamerikanska samhället av den amerikanske YouTubern och Twitch-streamaren Kai Cenat i mitten av 2021, även om den förekommit i vardagsspråk långt tidigare.
Det brittiska bokförlaget Oxford University Press utsåg rizz till årets engelska ord 2023.